# انبوه‌دندان‌ریختان
انبوه‌دندان‌ریختان (نام علمی: Pycnodontiformes) نام یک راسته از زیرردهٔ نوبالگان است.